# Falla de Nutca
La falla de Nutca es una falla transformante activa que recorre el suroeste de la isla de Nutca, cerca de la isla de Vancouver, en la Columbia Británica, Canadá.

## Geología
La Falla de Nutca se localiza entre la Placa del Explorador en el norte y la Placa de Juan de Fuca en el sur. Estos son los remanentes de vasta placa conocida previamente como Placa de Farallón. La falla está en la unión triple de las placas Norteamericana, del Explorador y Juan de Fuca.
Cerca de la falla de Nutca hay un volcán de lodo submarino activo llamado Macuina.